# Пласа Амадор
«Пласа Амадор» (исп. El Club Deportivo Plaza Amador) — панамский футбольный клуб из города Панама, выступающий в Лиге Панаменья, сильнейшем дивизионе Панамы. Четвертый клуб Панамы по количеству завоеванных чемпионских титулов.

## История
Футбольный клуб Пласа Амадор был основан 25 апреля 1955 году. Клуб был назван в честь первого президента Панамы Мануэля Амадора Герреро. Цветами клуба являются три цвета панамского флага: красный, белый и синий. За свою историю клуб неоднократно становился чемпионом  и в последние годы является традиционно сильнейшим в стране. Домашние матчи проводит на небольшом (вмещает 5 500 зрителей) стадионе Маракана , который делит со своим соперником Чоррильо. 

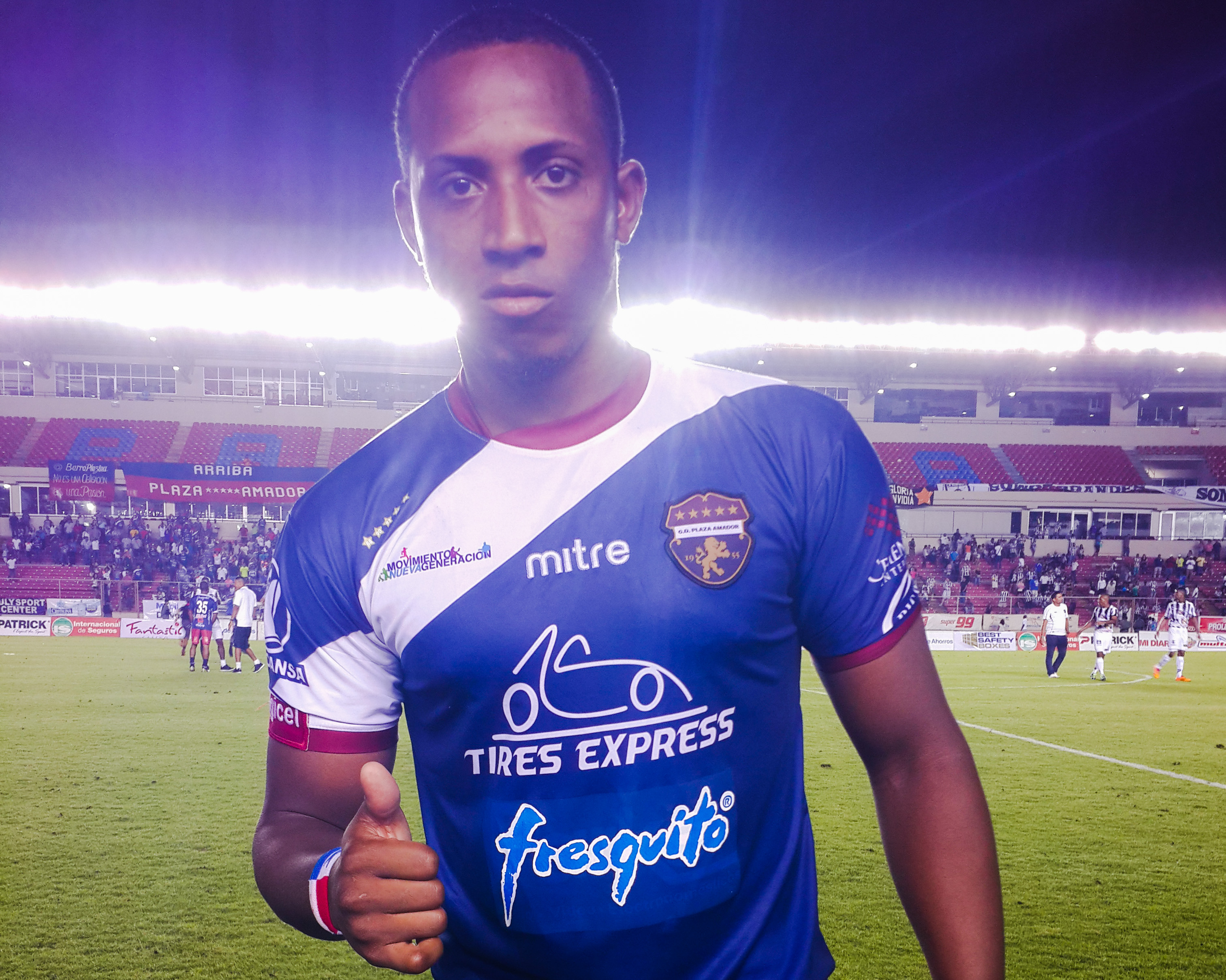
Футболист Пласа Амадор Виктор Баррера

## Достижения
- Чемпионат Панамы по футболу: 
  - Чемпион (6): 1988, 1990, 1992, 2002, 2005, 2016 Клаусура